# Machine Messiah (Sepultura)
Machine Messiah è il quattordicesimo album in studio del gruppo musicale thrash metal brasiliano Sepultura, pubblicato nel 2017 dalla Nuclear Blast Records.

## Tracce
1. Machine Messiah – 5:54
2. I Am the Enemy – 2:27
3. Phantom Self – 5:30
4. Alethea – 4:31
5. Iceberg Dances – 4:41
6. Sworn Oath – 6:09
7. Resistant Parasites – 4:58
8. Silent Violence – 3:46
9. Vandals Nest – 2:47
10. Cyber God – 5:22

## Formazione
Gruppo
- Derrick Green – voce
- Andreas Kisser – chitarra, cori
- Paulo Jr. – basso
- Eloy Casagrande – batteria, percussioni

Musicisti ospiti
- Elyes Bouchoucha - direttore d'orchestra
- Kévin Codfert - direttore d'orchestra, arrangiamento violini
- Renato Zanuto - direttore d'orchestra, arrangiamento corni, minimoog, organo Hammond
- Bechir Gharbi - violino
- Hamza Obba - violino
- Mohamed Gharbi - violino
- Youssef Belheni - violino
- Agnaldo Gonçalves - corno
- Douglas Domingues Costa - corno
- Marcos Tudera - corno
- Mauricio Martins - corno
- Rafael Nascimento - corno
- André Alvinzi - programmazione